# カンタル県
カンタル県（カンタルけん、Cantal, オーヴェルニュ語：Cantau / Chantal / Chantau）は、フランスのオーヴェルニュ＝ローヌ＝アルプ地域圏の県である。名称は、中央高地の中西部にあるカンタル連山（fr、火山性で県内最高峰）に由来する。

## 歴史
フランス革命後の1790年3月4日、1789年12月22日の法令施行によりオーヴェルニュ州（オート＝オーヴェルニュとも）から分割されて誕生した（バス＝オーヴェルニュと呼ばれた地域が、現在のピュイ＝ド＝ドーム県となった）。
モンターニュ＝ドーヴェルニュ（ルエルグ山地の反対側）、オーリヤック、カルラデスといった幾つかの管轄区を持つ。

## 地理・気候
県は、北からコレーズ県、オート＝ロワール県、ピュイ＝ド＝ドーム県、ロゼール県、南をアヴェロン県、ロット県と接している。ガロンヌ川の盆地やロワール川流域を含む。
カンタル県は3つの気候帯に分けられる。西部は準海洋性気候、中央の山岳気候、東部は準海洋性気候と準大陸性気候の混合である。

## 人口統計
1791年以降の人口の増減

## 経済

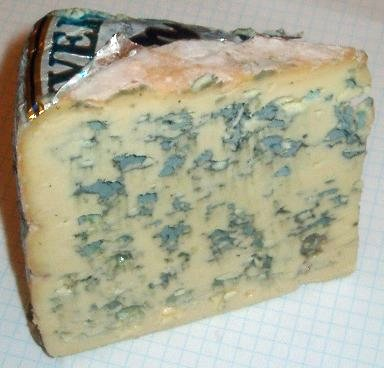
ブルー・ドーヴェルニュ

県経済は、農業と観光が主となっている。サレール種のウシが多く飼育され（2000年には467,000頭）、生産される牛乳（2000年に3,623,000リットル）はカンタル・チーズや、AOC認証を受けたブルー・ドーヴェルニュの原料となる。チーズは他にサン＝ネクテール、フルム・ダンベールも生産されている。
その他に家具製造、プラスチック製造、ガス、薬品や傘の製造がある。

## 観光

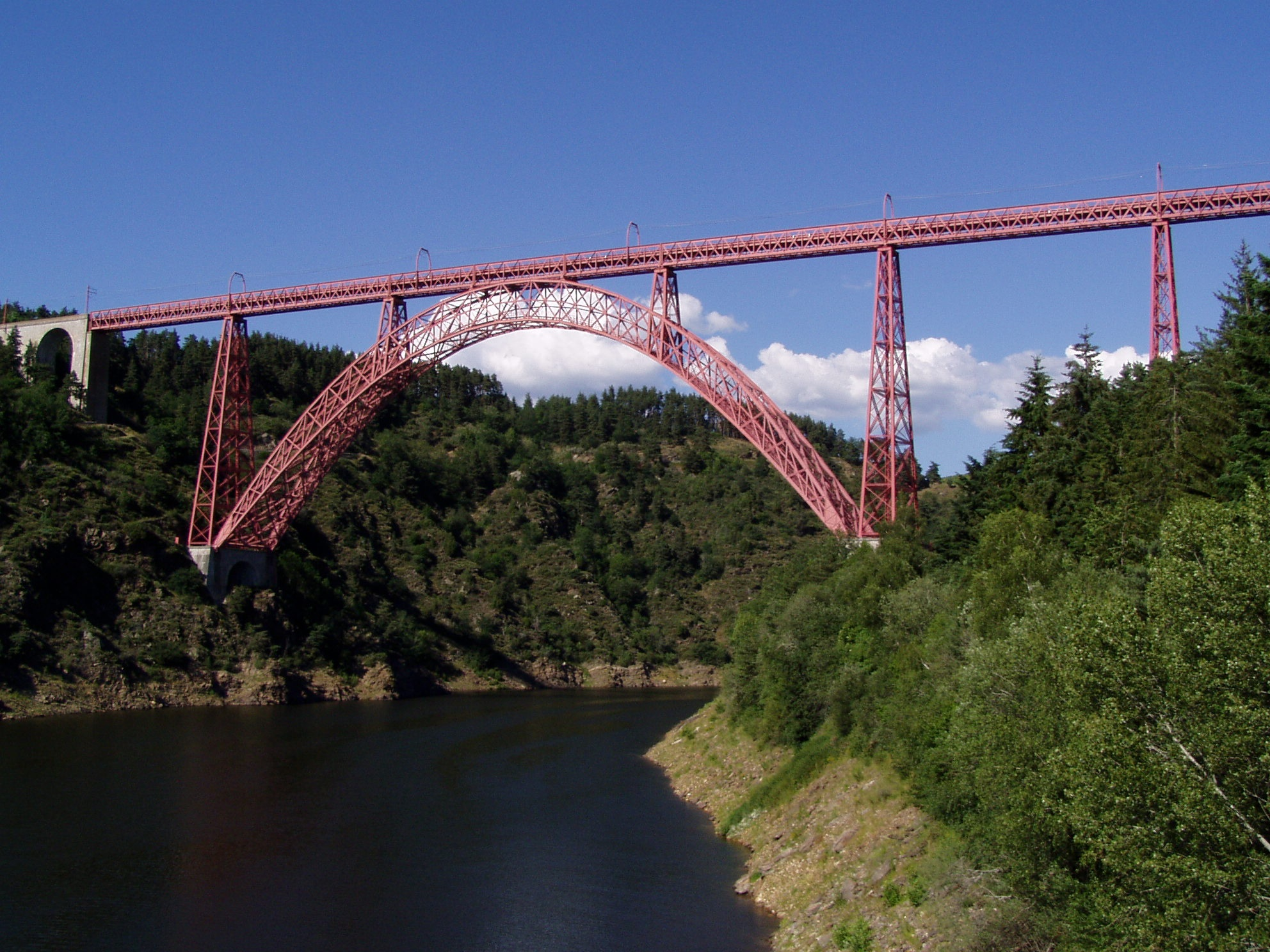
ガラビ橋
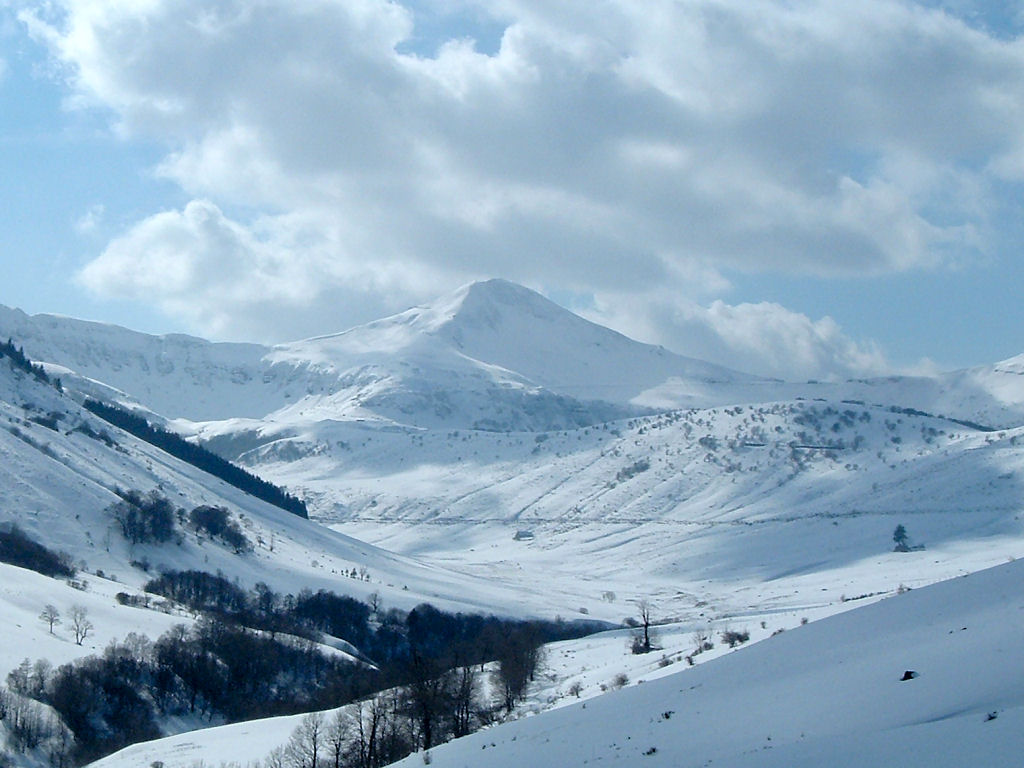
マリー山
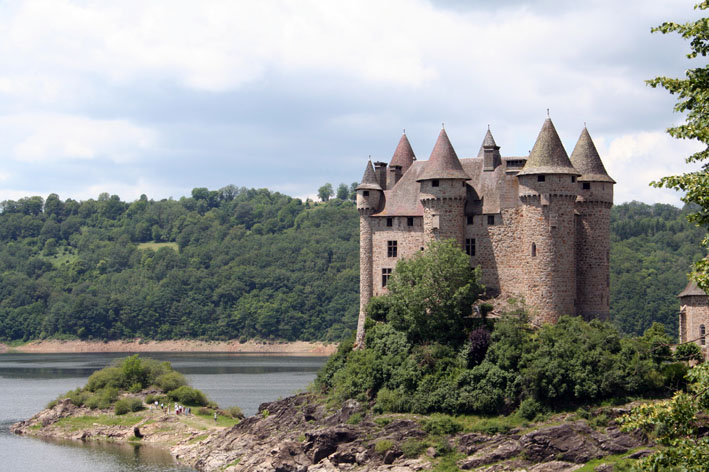
ヴァル城
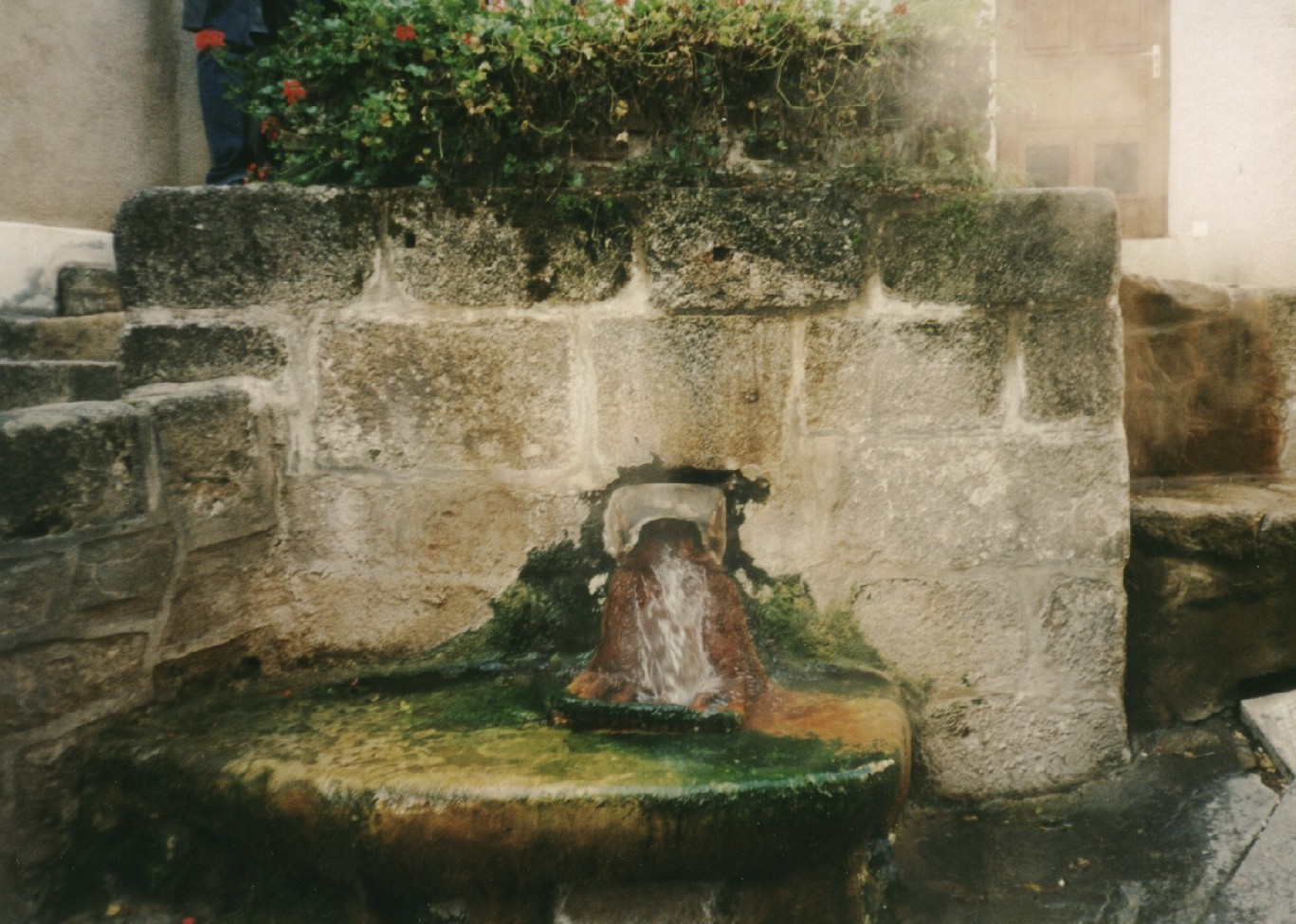
温泉地ショード＝ゼーグの源泉

## 政治
| 党派 | 党派         | 議席数 |
| ---- | ------------ | ------ |
| •    | 国民運動連合 | 13     |
|      | 社会党       | 5      |
| •    | 右翼         | 5      |
|      | 左翼         | 3      |
| •    | 民主運動     | 1      |